# هامبارتسوم ماتئوسیان
هامبارتسوم ماتئوسیان (ارمنی: Համբարձում Մաթևոսյան؛ زادهٔ ۱۸ نوامبر ۱۹۹۲) یک سیاستمدار اهل ارمنستان است که از تاریخ نوامبر ۲۰۲۱ تا کنون در دولت سوم نیکول پاشینیان سمت معاون نخست‌وزیری جمهوری ارمنستان را برعهده دارد. وی پیشتر از تاریخ ۱۶ اکتبر ۲۰۱۸ تا تاریخ  نوامبر ۲۰۲۱ استاندار استان آرماویر بود.

## زندگی‌نامه
در ۱۸ نوامبر ۱۹۹۲ در گیومری به دنیا آمد 